# История математических обозначений
История математических обозначений — история разработки символов, используемых для компактной записи математических уравнений и формул.
Помимо индо-арабских цифр и букв различных алфавитов (латинского, в том числе в готическом начертании, греческого и еврейского), математический язык использует множество специальных символов, изобретённых за последние несколько столетий.
Хорошо продуманные обозначения, отражающие свойства изучаемых объектов, помогают избежать ошибок или неправильной трактовки, переносят часть исследования на технический уровень, нередко «подсказывают» правильный путь к решению задачи.
По словам Альфреда Уайтхеда, удачное обозначение освобождает мозг от ненужной работы, тем самым позволяя ему сосредоточиться на более важных задачах.
Первоначально (например, в «Началах» Евклида) математические утверждения формулировались словесно. Такая запись была громоздкой, часто неоднозначной, а алгебраические преобразования требовали незаурядной квалификации. Большой вклад в развитие обозначений внёс Франсуа Виет (XVI век); в частности, он начал использовать буквенные обозначения вместо конкретных чисел. Постепенно практически все слова в математических формулах (обозначения операций, отношений сравнения и т. д.) были заменены специальными символами — математика обрела собственный язык, не требующий перевода, язык с чётко определённым смыслом «слов» и строгой грамматикой, позволяющий выводить из данных истинных утверждений другие истинные.

## Роль символических обозначений в математике
Преимуществами символических обозначений являются компактность, однозначность толкования, лёгкость преобразований. Лейбниц в письме Чирнгаузу (1678) писал:

Следует заботиться о том, чтобы обозначения были удобны для открытий. Это достигается в наибольшей мере тогда, когда знаки коротко выражают и как бы отображают глубочайшую природу вещи; при этом удивительным образом сокращается работа мышления.
Немецкий историк Йозеф Петер Тройтляйн (Josef Peter Treutlein, 1845—1912) заметил по поводу символики, что нигде интеллектуальное содержание не связано с формой его представления так тесно, как в математике, так что для развития и углубления содержания часто необходимо усовершенствовать форму.
Другой историк математики, Мориц Кантор, указывает требования к математическому обозначению:
1. Оно должно ясно и однозначно отражать то понятие или операцию, для которой предназначено.
2. Оно должно быть кратким и удобным (лёгким для написания и печати).
3. Оно должно обладать достаточной гибкостью, чтобы допускать при необходимости распространение своего смысла на более широкие области.

Эти высказывания поясняют, в каком направлении исторически развивалась система математических обозначений.

## Древние числовые системы и зарождение математической символики
В любой цивилизации древнейшим из математических обозначений является нумерация (запись чисел). По способу образования чисел из базовых знаков (цифр) древние системы нумерации делятся на три типа
- Аддитивная (от лат. additio — сложение). Пример: римское число XXX, которое состоит из трёх римских символов «десять» и изображает значение 30.
- Субтрактивная (от лат. subtractio — вычитание). Пример: римское число IX, где символ единицы стоит слева от десятки и поэтому вычитается из неё.
- Мультипликативная (от лат. multiplicatio — умножение). Пример — китайская система записи чисел (см. ниже).

Позднее появилась позиционная система счисления, в которой числовое значение цифры зависит не только от самой цифры, но и от её позиции в записи числа. Знаки операций, отношения и другие символические обозначения также появились позже, первоначально алгоритмы и формулы излагались словесно.

### Древний Египет
Древнеегипетская нумерация поначалу была аналогична более поздней римской: в ней были отдельные знаки для 1, 10, 100, … 10 000 000, сочетавшиеся аддитивно (складываясь). Египтяне писали справа налево, но младшие разряды числа записывались первыми, так что в конечном счёте порядок цифр соответствовал современному. В иератическом письме уже есть отдельные обозначения для каждой цифры от 1 до 9 и сокращённые знаки для разных десятков, сотен и тысяч.
Особые знаки обозначали дроби вида {\displaystyle {\frac {1}{n}}}, а также практически важную дробь {\displaystyle {\frac {2}{3}}}. Общего понятия дроби {\displaystyle {\frac {m}{n}}} у них не было, и все неканонические дроби представлялись как сумма аликвотных дробей. Типовые разложения были сведены в громоздкие таблицы.
| Aa13 |

| Aa13 |

| r · Z2 |

| r · Z2 |

| D22 |

| D22 |

| r · Z1 · Z1 · Z1 · Z1 |

| r · Z1 · Z1 · Z1 · Z1 |

| r · Z1 · Z1 · Z1 · Z1 · Z1 |

| r · Z1 · Z1 · Z1 · Z1 · Z1 |

Пример записи дробей из Папируса Ринда:
| Z2 · Z1 · Z1 | Aa16 | r · Z1 · Z1 · Z1 · Z1 · Z2 | r · 10 | Z1 | Z1 | Z1 | Z1 |

5 + 1⁄2 + 1⁄7 + 1⁄14 (значение: 5 5⁄7)
Для обозначения операций сложения и вычитания использовался один из иероглифов:
| D54 |

| D54 |

| D55 |

| D55 |

Если направление «ног» у этого иероглифа совпадало с направлением письма, тогда он означал «сложение», в других случаях он означал «вычитание». Для умножения и деления специальных обозначений не было.

### Вавилон
Шумеры и вавилоняне использовали шестидесятеричную позиционную систему счисления. Писали они, как и европейцы, слева направо. Однако запись необходимых 60 цифр клинописью была своеобразной. Знаков для цифр было всего два, обозначим их Е (единицы) и Д (десятки); позже появился значок для нуля. Цифры от 1 до 9 изображались как Е, ЕЕ, … ЕЕЕЕЕЕЕЕЕ. Далее шли Д, ДЕ, … ДДДДДЕЕЕЕЕЕЕЕЕ (59). Таким образом, число изображалось в позиционной шестидесятеричной системе, а его шестидесятеричные цифры — в аддитивной десятичной. Аналогично записывались дроби. Для популярных дробей 1/2, 1/3 и 2/3 были специальные знаки.
При описании алгоритмов решения уравнений знаки для неизвестных были шумерскими, из чего можно сделать вывод о древности этих алгоритмов; эти знаки употреблялись как краткие обозначения неизвестных в современной алгебре.

### Китай
Китайские цифры обозначались специальными иероглифами, которые появились во 2-м тысячелетии до н. э., а их начертание окончательно установилось к III веку до н. э. Эти иероглифы применяются и в настоящее время. Китайский способ записи чисел изначально был мультипликативным. Например, число 1946 записывалось как 一千九百四十六 — «один-тысяча-девять-сто-четыре-десять-шесть». Однако на практике расчёты выполнялись на счётной доске суаньпань, где запись чисел была иной — позиционной, как в Индии, и, в отличие от вавилонян, десятичной. Нуль сначала обозначался пустым местом, специальный иероглиф 零 появился около XII века н. э. Для умножения и деления на счётной доске были разработаны эффективные алгоритмы, описанные в руководствах словесно.
В III веке н. э. под влиянием традиционной в Китае десятичной системы мер появились и десятичные дроби. В письменных источниках десятичные дроби ещё некоторое время изображали в традиционном (не позиционном) формате, но постепенно позиционная система вытеснила традиционную.

### Древняя Греция
Греческая нумерация, как египетская и римская, была аддитивной, то есть числовые значения символов складывались. Первый её вариант (аттическая, или геродианова) содержали буквенные знаки для 1, 5, 10, 50, 100 и 1000. Соответственно была устроена и счётная доска (абак) с камешками. Особый дырявый камешек обозначал нуль. Позднее (начиная с V века до н. э.) вместо аттической нумерации была принята алфавитная — из 24 букв греческого алфавита первые 9 обозначали цифры от 1 до 9, следующие 9 букв — десятки, остальные — сотни. Чтобы не спутать числа и буквы, над числами рисовали чёрточку. Числа, большие 1000, записывали позиционно, помечая дополнительные разряды специальным штрихом (внизу слева). Специальные пометки позволяли изображать и числа, большие 10 000. Древнегреческие учёные первыми стали записывать дроби вертикально — правда, числитель у них стоял не выше, а ниже знаменателя, а черты дроби не было.
Алгебраической символики у греков сначала не было. Единственным исключением можно считать краткие обозначения буквами геометрических точек, а также отрезков прямых или дуг окружности по их конечным точкам.
Вершиной античной алгебры стали труды Диофанта Александрийского (III век н. э.). Намного обогнав своё время, он ввёл буквенную символику — пока только для неизвестной величины, которую он обозначает буквой {\displaystyle \zeta } (дзета). Диофант использовал особые символы также для степеней неизвестной, вплоть до шестой, и им обратных величин. Специальный символ (перевёрнутая буква {\displaystyle \psi }) означал вычитание следующего за ним числа. Буква {\displaystyle \iota } (иота, от греч. ἴσος ‘равный’) играла роль знака равенства. Все эти нововведения позволили в общем виде записать, например, правила умножения степеней (в том числе отрицательных), правило знаков при умножении на отрицательное число, способы решения неопределённых уравнений в целых числах.

### Индия
Уже в древнеиндийских текстах на санскрите были предусмотрены средства для именования чисел в десятичной системе счисления, вплоть до {\displaystyle 10^{53}}.
Индийская нумерация вошла в историю по двум причинам. Около VI века до н. э. в Индии появились отдельные знаки для цифр от 1 до 9, ставшие прообразом современных европейских цифр; автор их неизвестен, но первые три обозначения совпадают с китайскими. Примерно в 500 году н. э. индийские учёные изобрели десятичную позиционную систему записи чисел. В новой системе выполнение арифметических действий оказалось неизмеримо проще, чем в старых, с неуклюжими буквенными кодами или с шестидесятеричными числами. Для целей новой системы потребовалось введение нового числа — нуля. Учёные расходятся во мнениях, откуда в Индию пришла эта идея — от греков, из Китая или индийцы изобрели этот важный символ самостоятельно.
Индийские математики продолжили развитие математической символики, хотя пошли по собственному пути. Сократив соответствующие санскритские термины до одного слога, они использовали их как символы неизвестных, их степеней и свободных членов уравнений. Например, умножение обозначалось знаком гу (от слова гунита, умноженный). Вычитание указывалось точкой над вычитаемым или символом «плюс» правее его. Если неизвестных было несколько, им для определённости присваивали условные цвета. Квадратный корень обозначался слогом «му», сокращением от мула (корень). Для именования степеней использовались сокращения терминов «варга» (квадрат) и «гхава» (куб):
| Степень  | {\displaystyle x^{2}} | {\displaystyle x^{3}} | {\displaystyle x^{4}} | {\displaystyle x^{5}} | {\displaystyle x^{6}} | {\displaystyle x^{7}} | {\displaystyle x^{8}} | {\displaystyle x^{9}} |
| Название | ва                    | гха                   | ва ва                 | ва гха гхата          | ва гха                | ва ва гха гхата       | ва ва ва              | гха гха               |

Запись дробей, в отличие от греков, оформлялась по современным правилам: числитель над знаменателем, хотя целую часть смешанной дроби было принято записывать не левее, а над числителем. Сложение и умножение дробей обозначались одинаково — обе дроби просто записывались рядом; тип операции приходилось распознавать из текстовых пояснений. Знака равенства не было, правую часть уравнения записывали под левой, подравнивая одночлены по одинаковым степеням неизвестной.

### Русь
Кириллическая система счисления («славянская нумерация») на Руси появилась вместе с кириллицей (IX век) и переняла греческий обычай обозначать цифры с помощью помеченных специальным значком букв. Использовались буквы, аналогичные греческим, а специфически-славянские (б, ж, ш и др.) числовых значений не получили. Исключение было сделано для букв ч и ц, перенявших числовые значения архаичных греческих букв «коппа» и «сампи». Числа записывались как в римско-греческой системе — аддитивно: например, м҃г обозначало 40+3. Для больших чисел (начиная с 1000) использовались особые пометки. Кириллическая система счисления использовалась у восточных славян до XVIII века, после чего всюду, за исключением церковной литературы, была заменена на современную.

### Другие народы
Системам нумерации других народов посвящены статьи:
- Арабские цифры
- Армянская система счисления
- Еврейские цифры
- Кипу
- Римские цифры
- Цифры майя
- Японские числительные

## Историческое развитие символики

### Средневековье
Математики арабских стран в период примерно с VII по XIII век внесли свой вклад в развитие античных и индийских знаний. В числе прочего они переняли индийскую десятичную позиционную нумерацию и освоили (видимо, независимо от китайцев) десятичные дроби. Первым правила работы с десятичными дробями описал в X веке Ал-Уклидиси, целая часть дроби у него отделялась от дробной апострофом. Подробное описание десятичной арифметики опубликовал аль-Каши в XV веке, но и тогда широкого распространения в исламском мире десятичные дроби не получили. Для отделения дробной части числа аль-Каши использовал вертикальную черту или чернила другого цвета. Хотя термин «алгебра» имеет арабское происхождение, символическая алгебра в исламских странах отсутствовала, все формулы излагались словесно; исключением стали труды испано-мавританского математика ал-Каласади (1486) и его учеников. Ал-Каласади придумал знаки для неизвестного, его квадрата, квадратного корня и знака равенства, однако распространения они не получили.
Начиная с XII века, античные и арабские труды стали проникать в Европу и переводиться на латинский язык. Одновременно, особенно в торговой среде, быстро распространяются индийские цифры и правила действий с ними. В первых сочинениях европейских математиков все формулы по-прежнему излагаются словесно. Первый (не слишком удобный) набросок алгебраической символики дал Лука Пачоли, крупнейший алгебраист XV века. Он ввёл в общее употребление обозначения {\displaystyle {\tilde {p}}} для операции сложения и {\displaystyle {\tilde {m}}} для вычитания (от итал. piu, meno), вполне аналогичные позднейшим плюсу и минусу. Для квадратного корня Пачоли использовал предложенные ещё Фибоначчи стилизованные буквы {\displaystyle R_{x}}, от слова Radix (корень), с пометкой для корней степени выше второй. Пример записи Пачоли:
{\displaystyle R_{x}.6.{\tilde {m}}.R_{x}.2.}     современная запись: {\displaystyle {\sqrt {6}}-{\sqrt {2}}.}
Пачоли предложил краткие слоговые обозначения для неизвестной и её степеней, напоминающие индийскую систему, но в 1484 году Николя Шюке опубликовал более удобный проект; например, современный одночлен {\displaystyle 12x^{3}} Шюке записывал просто как {\displaystyle 12^{3}.} Среди других перспективных идей Шюке — использование минуса {\displaystyle {\tilde {m}}} в качестве признака отрицательных чисел и подчёркивание сложных выражений вместо современных скобок.
Ещё один важный шаг сделала немецкая алгебраическая школа XV века, называвшая себя коссистами (Пачоли называл неизвестную величину cosa, вещь). В учебнике арифметики Иоганна Видмана (1489) символы сложения и вычитания Пачоли были заменены современными плюсом и минусом. Степени неизвестного коссисты обозначали комбинацией готических букв, эти «коссические знаки» получили некоторое распространение (их влияние заметно даже в «Арифметике» Магницкого, 1703).

### XVI век. Симон Стевин и Франсуа Виет
Спустя столетие после аль-Каши вышла книга Симона Стевина «Десятая» (1585), с которой начинается повсеместное применение десятичных дробей в Европе. Стевин для наглядности указывал над десятичными разрядами их номера в кружках (см. рисунок). Этими же средствами он записывал алгебраические выражения; цифра в кружке обозначала номер переменной, перед ней, если надо, указывалась степень этой переменной: sec (квадрат) или ter (куб). В качестве знаков умножения и деления Стевин использовал буквы M и D соответственно. Стевин свободно использовал дробные показатели степени, также заключаемые им в кружки.
Из других устоявшихся обозначений, появившихся в XVI веке, можно назвать знак равенства (1557, Роберт Рекорд) и десятичную запятую (Джованни Маджини, 1592). Немецкий математик Кристоф Рудольф из школы коссистов заменил обозначение Пачоли для квадратного корня на современный знак радикала (1525). Необычная судьба постигла открытые в XVI веке комплексные числа — введенные поначалу как условные, бессодержательные символы, они два века спустя обрели ясный смысл и доказали огромную практическую пользу в качестве легального математического объекта.
В конце XVI века были опубликованы труды французского математика Франсуа Виета, произведшие революцию в алгебре. Виет поставил целью разработку нового языка, своего рода обобщённой арифметики, которая дала бы возможность проводить математические исследования с недостижимыми ранее глубиной, общностью и доказательной силой. В своих исследованиях Виет сразу решает задачи в общем виде и только потом приводит числовые примеры. Он обозначал буквами не только неизвестные, что уже встречалось ранее, но и все прочие параметры, для которых он придумал термин «коэффициенты» (буквально: содействующие). До Виета обозначение буквенными символами операндов алгебраических законов и исходных данных уравнений эпизодически встречалось у Региомонтана, Кристофа Рудольфа, Адама Ризе, Джероламо Кардано и Михаэля Штифеля, но только Виет сумел верно оценить возможности такого подхода и положить его в основу своей алгебры.
Виет использовал для именования переменных только заглавные буквы (как в античной геометрии) — гласные для неизвестных, согласные для коэффициентов. Из знаков операций он использовал три: плюс, минус и черту дроби для деления; умножение обозначалось латинским предлогом in. Вместо скобок он, следуя Шюке, надчёркивал сверху выделяемое выражение (в нескольких случаях Виет использовал фигурные скобки). Показатели степени у Виета ещё записываются словесно. Например, в трактате «Об анализе и совершенствовании уравнений» записано уравнение:
{\displaystyle A\ cubus+B\ plano\ 3\ in\ A\ aequari\ Z\ solido\ 2}
В современной записи: {\displaystyle x^{3}+3b^{2}x=2z^{3}}
Новая система, несмотря на её громоздкость и ограниченность, позволяла достаточно просто и ясно описать общие законы арифметики и расчётные алгоритмы, с её помощью Виет совершил немало математических открытий. Символика Виета была сразу же оценена учёными разных стран, которые приступили к её совершенствованию; в первую очередь это касалось знаков операций, включая возведение в степень и извлечение корня.

### XVII век

#### Алгебраическая символика
В XVII веке продолжателем дела создания символической алгебры после Виета стал английский математик Томас Хэрриот, его главный труд был издан посмертно в 1631 году. Хэрриот упростил символику Виета и сократил запись формул — вместо заглавных букв он использовал строчные, поддержал знак равенства Рекорда, степени заменял умножением: {\displaystyle aaa} вместо современного {\displaystyle a^{3}}. Большим достижением стало введение Хэрриотом знаков сравнения {\displaystyle <\ \ >} (раньше писали словами: меньше, больше). Вариант символов нестрогого сравнения {\displaystyle \leqslant \ \ \geqslant } предложил Валлис в 1670 году, но широкое распространение им обеспечил Пьер Бугер (1734). Коэффициенты Хэрриот отделял от букв точкой, так что эта точка фактически играла роль знака умножения, например: {\displaystyle aaa-3.baa+3.bba} (современная запись: {\displaystyle a^{3}-3ba^{2}+3b^{2}a).} Он первым стал систематически переносить все выражения в левую часть уравнения.
Свои усовершенствования ввели Альбер Жирар (1626) и Уильям Отред (1631). У Жирара появились круглые скобки и знак плюс-минус. Квадратный корень к этому времени уже имел очертания, похожие на современные; Жирар предложил записывать показатель кубического и других корней высоких степеней над знаком радикала, и эта конструкция осталась в математике.
Заслугой Отреда является введение следующих символов: знака умножения (косой крестик {\displaystyle \times }), знака деления (косая черта {\displaystyle /}) и символа параллельности {\displaystyle \|}. Историки подсчитали, что Отред использовал около 150 различных математических обозначений, своих и чужих. Однако бо́льшая часть из них не выдержала испытания временем — например, конструкции {\displaystyle Aq,Aqq} для {\displaystyle A^{2},A^{3}} соответственно или {\displaystyle {\sqrt {}}c} для кубического корня были заменены на более удачные символы.
В XVII веке многие ведущие математики пришли к выводу, что показатель степени должен быть выражен явным числом, а не закодирован обозначением основания (как у коссистов) или словесным сокращением вроде Q (квадрат) или C (куб), потому что иначе невозможно записать такие правила действий со степенями, как {\displaystyle a^{m}a^{n}=a^{m+n}}, а алгебраические преобразования требуют излишних умственных усилий. Варианты оформления записи показателя предложили Жирар, Эригон и другие математики.
Практически современный вид алгебраический язык получил в середине XVII века у Декарта. Он предложил использовать для известных параметров начальные буквы алфавита: {\displaystyle a,b,c\dots ,} а для неизвестных — последние буквы: {\displaystyle x,y,z.} Декарт сформировал современную запись степеней: {\displaystyle x^{3},} с показателем степени правее и выше переменной; ближе к концу века Ньютон распространил эту запись на дробные и отрицательные показатели. Ф. Кэджори характеризует декартовскую запись степеней как самую удачную и гибкую символику во всей алгебре — она не только облегчает преобразования, но стимулировала расширение понятия возведения в степень на отрицательные, дробные и даже комплексные показатели, а также появление в математике степенной и показательной функции; все эти достижения трудно было бы осуществить при использовании обозначений XVI века
Алгебраическая символика Декарта почти полностью была принята последующими поколениями учёных, лишь необычный декартовский знак равенства æ (от лат. aequalis, «равный»), получивший некоторое распространение во Франции и Голландии, был заменён на более удачный символ Роберта Рекорда. Кроме того, были сняты ограничения на коэффициенты, значения которых Декарт считал по умолчанию всегда неотрицательными, а символы отрицательных величин он помечал спереди знаком «минус». Если знак коэффициента был неизвестен, Декарт ставил перед ним многоточие. Нидерландский математик Иоганн Худде уже в 1657 году позволил буквенным переменным принимать значения любого знака. В монографии Ньютона «Универсальная арифметика» (1707), выдержавшей пять переизданий, не считая переводов, используются обозначения Декарта и знак равенства Рекорда. Унификация алгебраических обозначений к концу XVII века в основном завершилась.

#### Геометрия
К началу XVII века в геометрии уже существовали несколько распространённых символов: точки помечались заглавными латинскими буквами, отрезки прямых, дуги кривых, треугольники и другие фигуры указывались буквами граничных точек: {\displaystyle AB,{\widehat {ab}},ABC} и т. п. Прямой угол обозначался буквой d (от фр. droit ‘прямой’). В 1634 году Пьер Эригон ввёл в практику символы {\displaystyle \angle } для обозначения угла и {\displaystyle \perp }, означающий «перпендикулярность». С античных времён употреблялся и символ параллельности, совпадающий с современным знаком равенства; после появления последнего, во избежание путаницы, знак параллельности был повёрнут вертикально: {\displaystyle \|}.
На рубеже XVII—XVIII веков появились ещё несколько новых геометрических символов. Английский математик Уильям Джонс впервые использовал обозначение числа {\displaystyle \pi } (1706 год). Общепринятым это обозначение сделал Эйлер в XVIII веке. В это же время Лейбниц придумал символы {\displaystyle \sim \ \cong } для обозначения подобия или конгруэнтности геометрических фигур.

#### Математический анализ
Когда в конце XVII века Исаак Ньютон и Готфрид Лейбниц создали обширный новый раздел математики — математический анализ, — встал вопрос о разработке для него удобной системы обозначений. Ньютон этим почти не занимался, и из предложенных им обозначений в математическом анализе осталась только манера обозначать производную по времени точкой, расположенной над символом функции, например: {\displaystyle {\ddot {x}}={\frac {d^{2}x}{dt^{2}}}.} Это обозначение неудобно для производных высших порядков (более второго). Ньютон также способствовал закреплению в науке символов бесконечно малых («O» большое и «o» малое), которые ранее предложил шотландский математик Джеймс Грегори. В области символики Ньютону принадлежит также идея использования индексов для именования отдельных объектов из оговоренного множества: {\displaystyle x_{1},x_{2}\dots }.
Ньютон не предложил символа для интеграла, хотя пробовал различные варианты: вертикальную черту над функцией, а также символ квадрата, который стоит перед функцией или окаймляет её. Даже в Англии эти варианты не получили распространения, из крупных математиков их использовал только ученик Ньютона Брук Тейлор (1715). В своих «Началах» Ньютон в ряде мест обозначал сами функции заглавными буквами, а их производные (скорости) — теми же, но строчными.
Лейбниц отнёсся к делу разработки обозначений более внимательно. На протяжении нескольких лет он тщательно и терпеливо продумывал различные варианты терминов и обозначений, обсуждал с коллегами, затем отобрал лучшие, свёл их в единую систему и активно популяризировал. Лейбниц является автором современных обозначений дифференциала, производной (в том числе высших порядков) и интеграла. Почти все его нововведения в этой области укоренились в науке, потому что символика Лейбница, в отличие от ньютоновской, наглядно отражала оперативные особенности методов анализа.
Пример — известная формула замены переменной в интеграле {\displaystyle x=\varphi (t)}:
{\displaystyle \int F(x)dx=\int F(\varphi (t))\cdot {d\varphi (t) \over dt}dt}
Она наглядно показывает, почему Лейбниц указывает под интегралом не саму переменную интегрирования, а её дифференциал — только в этом случае правильная формула получается чисто алгебраически, «без лишних усилий мысли».

### XVIII век
Леонард Эйлер, ведущий математик XVIII века, внёс значительный вклад в систему обозначений. Эйлер дал имена трём фундаментальным числовым объектам — e для «числа Эйлера», {\displaystyle \pi } для
отношения длины окружности к её диаметру и i для мнимой единицы. У него появились также символ двойного интеграла по произвольной плоской области (1769), знак суммы {\displaystyle {\boldsymbol {\Sigma }}} (1755), знак {\displaystyle \neq } («не равно»).
Симон Люилье в 1787 году предложил один из важнейших символов анализа — обозначение предела, «шлифовка» которого разными математиками продолжалась до конца XIX века.

### XIX век
Весомый вклад в систему обозначений внёс в начале XIX века Карл Фридрих Гаусс. Он является автором общепринятых символов функции «целая часть»: {\displaystyle [x]} и функции Эйлера, знака произведения: {\displaystyle {\boldsymbol {\Pi }}} (1812) и символики сравнений по модулю.
В XIX веке продолжалось формирование символики математического анализа. У Вейерштрасса в 1841 году появился символ абсолютной величины.
Символ ∂ стал обозначать частную производную.
Утвердилось современное оформление для границ определённого интеграла (Фурье, 1816), а также для криволинейного,
поверхностного и объёмного интегралов.
К концу века в основном утвердились стандартные обозначения для важнейших функций анализа.
В XIX веке появилось немало новых разделов математики, потребовавших разработки для них специфических удобных обозначений.
В частности, в линейной алгебре возникло общепринятое оформление матриц, определителей и действий с ними.
С этой деятельностью смыкается создание и начало широкого применения векторного исчисления и векторного анализа, что вызвало появление богатой символики для обозначения векторов, тензоров и операций с ними.
В XIX веке было положено начало длительной работе по формализации математической логики, которая была продолжена в XX веке. Первые символы, заменяющие союзы «следовательно» и «потому что», предложил Иоганн Ран ещё в XVII веке. Лейбниц в своих работах по основаниям математической логики не предложил какой-либо новой символики. Развёрнутые системы логических обозначений одновременно опубликовали английские математики Август де Морган и Джордж Буль в 1847 году. Символика де Моргана была далека от современной, местами громоздка, а Буль старался не изобретать новых символов (он использовал обычные арифметические знаки операций, которым придал логический смысл), но фактически он определил символы для базовых логических операций — конъюнкции, дизъюнкции и отрицания. Тем самым был создан первый набросок алгебры для логических объектов («Булевой алгебры») и разработаны правила логических преобразований.
В конце XIX века в трудах Георга Кантора появились первые символы теории множеств, они касались в основном мощности основных множеств математики и операций со знаками мощности. Новым идейным этапом в математической логике стали две монографии Готлоба Фреге (1879 и 1893 годы), но разработанная Фреге логическая символика была неудачной, и, кроме общих идей и «знака выводимости» {\displaystyle \vdash }, мало что из неё осталось в науке.
Почти одновременно вышли в свет работы Эрнста Шрёдера (1877 и 1890) и Джузеппе Пеано (1895 и 1897) с оригинальными символами, часть которых
(в частности,
квантор существования ∃,
символы «содержит» ∋ и «содержится» ∈) остались в науке.
В работе 1895 года Пеано уверенно заявил: можно изменить форму обозначений, можно некоторые убрать и добавить другие, но «мы теперь в состоянии выразить все математические утверждения с помощью небольшого числа знаков, которые имеют точный смысл и подчиняются чётко определённым правилам».

### XX век
В XX веке были стандартизованы обозначения для интервала вещественных чисел: {\displaystyle (a,b),\ [a,b]}.
✸1.2. ⊦: p ∨ p .⊃. p.
✸1.3. ⊦: q .⊃. p ∨ q.
✸1.4. ⊦: p ∨ q .⊃. q ∨ p.
✸1.5. ⊦: p ∨ ( q ∨ r ) .⊃. q ∨ ( p ∨ r ).
✸1.6. ⊦:. q ⊃ r .⊃: p ∨ q .⊃. p ∨ r.
Как уже сказано выше, двум новым разделам математики, возникшим на рубеже XIX—XX веков — математической логике и теории множеств, — понадобился обширный комплект новых символов для логических и теоретико-множественных операций. Математики предложили более десятка таких систем обозначений, из которых время отобрало наиболее простые варианты. Фундаментальный труд «Principia Mathematica» Уайтхеда и Рассела значительно продвинул как теорию, так и символику математической логики; за основу были приняты обозначения Пеано в улучшенном начертании. Кроме логических обозначений, Уайтхед и Рассел в своей книге используют во многом родственную ей символику теории множеств, частично охваченную ещё в работах Пеано. Авторы перечислили цели интенсивного использования формальной символики в этой книге;
1. Необходимо обеспечить однозначное понимание читателем материала высокой степени абстрактности.
2. Хорошо продуманный формализм помогает человеческой интуиции понять тематические идейные мотивы и связи.
3. Краткость символической записи облегчает её зрительное восприятие.
4. С помощью символики логическое рассуждение может быть расширено на области, которые обычно предполагались недоступными для математического рассмотрения.

Во второй половине XX века обширная работа по созданию новой символики понадобилась при разработке языков программирования. Проблема в том, что алфавиты этих языков были основаны на кодировке символов ASCII (семи- или восьмибитной), которая не содержит многих оформительских средств, привычных в математике — в частности, в ней нет надстрочных и подстрочных символов, многих диакритических знаков, многих специальных символов (знак корня, плюс-минус) и т. п. Например, декартова запись возведения в степень оказалась очень удачной с алгебраической точки зрения, но отсутствие в ней явного знака операции вынуждает реализовывать это важное средство в языке программирования иным способом, причём в разных языках это делается по-разному (см. подробнее статью Возведение в степень). Например, в Фортране {\displaystyle a^{b}} кодируется как a ** b, в Бейсике — как a^b, а часть языков (например, Си или Паскаль) вообще не содержат символа операции возведения в степень и используют для этой цели библиотечные функции.
Аналогичная ситуация с другими практически важными символами: индексы элементов массива (обычно заключаются в квадратные или круглые скобки), операция получения остатка от деления нацело целых чисел, логические и битовые операции и т. п. Отсутствие унификации таких обозначений, несмотря на появление международных стандартов ISO 31-11 и ISO 80000-2, пока что является общей практикой.

## История отдельных символов

### Алгебра

#### Объекты
{\displaystyle 0123456789}
Для обозначения цифр в странах с иероглифической письменностью (Древний Египет, Китай) использовались особые иероглифы, а в странах с фонетическим алфавитом для этого вначале обычно использовались буквы, часто со специальной пометкой. Построенные таким образом римские цифры иногда используются до сих пор. В Индии с VI века до н. э. были введены особые знаки для каждой цифры от 1 до 9. Несколько видоизменившись, эти знаки стали современными цифрами.
В связи с изобретением десятичной позиционной системы записи чисел (около 500 года н. э.) понадобился новый знак для нуля. Первый код нуля, имеющий вид привычного нам кружка, в само́й Индии найден на надписи 876 года из Гвалиора. Более ранние надписи с изображением нуля обнаружены в Юго-Восточной Азии: относящаяся к 683 году надпись на каменной табличке из развалин храма времён древнекхмерского царства Ченла (по современному административному делению — округ Самбоур в камбоджийской провинции Кратьэх), и датируемая тем же (или следующим) годом надпись из окрестностей Палембанга (Суматра, Индонезия), который в те времена был столицей древнемалайского царства Шривиджая; в первом случае нуль изображён как жирная точка, во втором — как маленький кружок.
Учёные и любители предлагали десятки объяснений, почему цифры приняли именно такую форму; одна из таких гипотез известна в изложении А. С. Пушкина. Ф. Кэджори в результате анализа этих объяснений приходит к выводу, что все они представляют собой псевдонаучные фантазии.
{\displaystyle \ {\frac {7}{12}}}
«Двухэтажная» запись обыкновенной дроби использовалась ещё древнегреческими математиками, хотя знаменатель они записывали над числителем, а черты дроби не было. Индийские математики переместили числитель наверх; через арабов этот формат переняли в Европе. Дробную черту впервые в Европе ввёл Леонардо Пизанский (1202), но в обиход она вошла только при поддержке Иоганна Видмана (1489).
{\displaystyle 3{,}62}
Десятичные дроби впервые встречаются в Китае примерно с III века н. э. при вычислениях на счётной доске (суаньпань). Персидский математик Джамшид аль-Каши объявил себя изобретателем десятичных дробей, хотя они встречались в трудах Ал-Уклидиси, жившего на 5 веков раньше. В Европе первоначально десятичные дроби записывали как целые числа в некотором оговоренном масштабе. Первые десятичные дроби в Европе описал Иммануил Бонфис около 1350 года, но широкое распространение они получили только после появления сочинения Симона Стевина «Десятая» (1585). Для наглядности (а также из-за отсутствия общепризнанного десятичного разделителя) Стевин указывал явно номер каждого десятичного разряда — например, число {\displaystyle 0{,}3759} он изображал в следующем виде: {\displaystyle 3^{(1)}7^{(2)}5^{(3)}9^{(4)}}. Столь сложное оформление нашло немногих последователей (например, Озанама), большинство математиков сочло его излишним.
Десятичная запятая, отделяющая дробную часть числа от целой, введена итальянским астрономом Дж. А. Маджини (1592) и Непером (1617, впрочем, Непер использовал и точку). Ранее вместо запятой ставили иные символы — Виет использовал вертикальную черту: 3|62 или записывал дробную часть более мелкими цифрами; среди других вариантов — ноль в скобках: 3 (0) 62 или двоеточие. Некоторые авторы, следуя аль-Каши, употребляли чернила разного цвета. В Англии вместо запятой предпочли использовать предложенную Клавиусом в 1593 году точку, которую ставили посередине строки; эту традицию переняли в США, однако сдвинули точку вниз, чтобы не путать её со знаком умножения Лейбница. Отсутствие унификации символа десятичного разделителя вызвало появление в XVIII—XIX веках множества новых предложений, ни одно из которых не стало общепринятым. Новым фактором во второй половине XX века стало то, что запись числовых констант в большинстве языков программирования допускает в качестве разделителя только англо-американскую точку.
{\displaystyle 706.510.941{,}252}
Группировка цифр длинных чисел удобна для их быстрой оценки и сравнения. Рекомендацию на этот счёт сделал уже Леонардо Пизанский (Фибоначчи) в первом издании своей «Книги абака» (1202); он советовал помечать сотни, сотни тысяч и т. д. штрихом сверху, и одновременно помечать тысячи, миллионы и т. д. штрихом снизу. Во втором издании «Книги абака» (1228) Фибоначчи дал другую рекомендацию: помечать тройки цифр скобкой сверху, например: {\displaystyle {\widehat {678}}\ {\widehat {935}}\ {\widehat {784}}\ {\widehat {105}}\ 296.}
В XIII веке Сакробоско предложил отделять тысячи точками. Лука Пачоли и часть немецких математиков вместо разделительных точек использовали подстрочные, причём число точек соответствовало номеру группы цифр, а Отред употреблял вертикальные чёрточки. В конце концов в большинстве стран победила простая схема Сакробоско, только в Великобритании и США, где точка является десятичным разделителем, она заменена на запятую. В печатных изданиях, по рекомендациям Международного бюро мер и весов и ISO, преобладает нейтральный вариант, восходящий к Пачоли, в котором тройки цифр разделяются неразрывными пробелами: 678 935 784 105 296.
{\displaystyle -273}
С признанием практической ценности отрицательных чисел встал вопрос о способе их записи. Николя Шюке в 1484 году предложил ставить перед ними обозначение {\displaystyle {\tilde {m}},} использовавшееся тогда как знак вычитания. С появлением современных символов плюса и минуса (1489) многие математики стали ставить перед отрицательными числами минус, но часть математиков запротестовала, указывая, что не следует использовать один и тот же символ и как знак числа, и как знак операции вычитания, тем более что минус в роли знака числа легко спутать с тире. Предлагались проекты другой символики для знака числа, например, уголки или изображение убывающей/растущей Луны (см. рисунок). Фаркаш Бойяи предложил использовать для знаков чисел плюс и минус, но выделять их особым начертанием (его плюс походил на мальтийский крест). Всё же двойное употребление минуса закрепилось в науке .
{\displaystyle x,\ y,\ z}
{\displaystyle a,\ b,\ c}
Особые знаки (только для неизвестных величин) использовали ещё вавилонские математики, а среди античных греков — Диофант. Виет первым предложил записывать законы и формулы арифметики в общем, символическом виде, заменяя конкретные числа (не только неизвестные, но и разного рода коэффициенты) буквами (1591 год). Виет обозначал неизвестные величины заглавными буквами гласных (A, E, I, O, U, Y), а известные — заглавными согласными.
Другие математики (в частности, Иоганн Ран) предлагали использовать в тех же целях различие заглавных и строчных букв. Декарт в 1637 году предложил более удобную систему: для неизвестных величин используются последние буквы алфавита (x, y, z), а для известных — первые (a, b, c…), причём не заглавные, а строчные. Ту же тройку {\displaystyle x,y,z} Декарт использовал в качестве символов координат при построении графиков; сам Декарт, впрочем, ограничился плоскими кривыми, активное использование пространственных координат начал позднее Клеро. Это соглашение укоренилось в науке. О причинах выбора Декартом именно букв x, y, z для неизвестных высказывалось множество догадок, ничем, однако, не подтверждённых.
{\displaystyle {\boldsymbol {i}}}
Букву i как код мнимой единицы: {\displaystyle i={\sqrt {-1}}} предложил Эйлер в статье De formulis differentialibus secundi gradus, quae integrationem admittunt; статья, написанная в 1777 году, была опубликована (посмертно) в 1794-м. По общему мнению, Эйлер взял для символа мнимой единицы первую букву латинского слова imaginarius (мнимый). Символ был поддержан Гауссом («Арифметические исследования», 1801) и быстро стал общепринятым, хотя многие математики ещё долго продолжали употреблять явную запись радикала: {\displaystyle {\sqrt {-1}}.} Некоторое недоразумение возникло, когда физики стали обозначать буквой {\displaystyle i} величину электрического тока; вскоре в электродинамике переменного тока обнаружилась надобность в комплексных числах (для описания колебаний), и во избежание путаницы физики стали обозначать мнимую единицу буквой {\displaystyle j}.
0123456789ABCDEF
Необходимость в обозначениях шестнадцатеричных цифр возникла в 1950-е годы, когда появились ЭВМ с восьмибитовым явно адресуемым байтом; его содержимое было наиболее удобно изображать в виде двух шестнадцатеричных цифр. Для обозначения цифр от 0 до 9 использовались те же символы, что и в десятичной системе, а для шестнадцатеричных цифр от 10 до 15 предлагались разные варианты — цифры от 0 до 5 с чёрточкой (макроном) сверху, буквы от U до Z (компьютеры Bendix G-15, 1956); современная кодировка буквами от A до F появилась в серии IBM System/360 (1964).

#### Операции
{\displaystyle {\boldsymbol {+\;-}}}
Знаки плюса и минуса придумали, по-видимому, в немецкой математической школе «коссистов» (то есть алгебраистов). Они используются в учебнике Иоганна Видмана «Быстрый и приятный счёт для всех торговцев» (нем. Behende und hüpsche Rechenung auff allen Kauffmanschafft), изданном в 1489 году. До этого сложение обозначалось буквой p (plus) или латинским словом et (союз «и»), а вычитание — буквой m (minus), сверху эти буквы часто помечались тильдой. У Видмана символ плюса заменяет не только сложение, но и союз «и». Происхождение этих символов неясно, но, скорее всего, они ранее использовались в торговом деле как признаки купли и продажи. Некоторые математики XVI—XVII веков использовали латинский или мальтийский крест как вариации плюса, а вместо минуса предлагали тильду или обелюс. Тем не менее плюс и минус получили общее распространение в Европе — за исключением Италии, которая ещё около века использовала старые обозначения,.
{\displaystyle {\boldsymbol {\times \;\cdot }}}
Знак умножения в виде косого крестика ввёл в 1631 году Уильям Отред (Англия). До него использовали чаще всего букву M, предложенную в 1545 году Михаэлем Штифелем и поддержанную Стевином. Позднее предлагались и другие обозначения: латинское слово in (Франсуа Виет), символ прямоугольника {\displaystyle \Box } в начале произведения и запятую в конце (Эригон, 1634), звёздочка (Иоганн Ран, 1659), буква x (Валлис, 1655, возможно, это типографская ошибка, так как на одной странице у Валлиса встречаются и буква x, и крестик).
Причиной выбора косого крестика в качестве знака умножения стала, скорее всего, распространённая в те годы схема перекрёстного умножения коротких чисел; это тем более вероятно, что до Отреда косой крестик использовался для обозначения других операций, связанных с разного рода перекрёстными вычислениями.
Лейбниц, поэкспериментировав с несколькими разными символами, в конце концов решил заменить крестик на точку (конец XVII века), чтобы не путать его с буквой x; до него такая символика встречалась у Региомонтана (XV век) и Томаса Хэрриота. Многие математики, начиная с Диофанта, вместо знака умножения просто записывали операнды подряд: {\displaystyle ab=a\cdot b;} особенно удобной эта компактная запись оказалась для преобразования буквенных выражений.
{\displaystyle {\boldsymbol {/\;:\;\div }}}
Герон, Диофант и исламские авторы в качестве знака деления использовали горизонтальную черту дроби. В средневековой Европе деление часто обозначали буквой D. Отред предпочитал косую черту или (иногда) знак правой круглой скобки, последняя встречается и у Штифеля: конструкции {\displaystyle 8)24} или {\displaystyle 8)24(} означали деление {\displaystyle 24} на {\displaystyle 8.} Двоеточием деление стал обозначать с 1684 года Лейбниц.
В Англии и США получил распространение символ {\displaystyle \div } (обелюс), который предложил в 1659 году Иоганн Ран (возможно, при участии Джона Пелла, ранее Жирар использовал этот символ как синоним минуса). Попытка Американского национального комитета по математическим стандартам (англ. National Committee on Mathematical Requirements) вывести обелюс из практики (1923) оказалась безрезультатной.
{\displaystyle ([\{\}])}
Круглые скобки появились у Тартальи (1556) для подкоренного выражения, позднее они были поддержаны Клавиусом и Жираром. Бомбелли (1560) использовал в качестве начальной скобки уголок в виде буквы L, а в качестве конечной — его же, отражённого относительно вертикали (см. рисунок); такая запись стала прародителем квадратных скобок. Фигурные скобки предложил Виет (1593).
Большинство математиков до XVIII века (включая Ньютона) предпочитали вместо скобок надчёркивать (или подчёркивать) выделяемое выражение. Поскольку это усложняло типографский набор, появились и другие способы. Валлис (1655) вместо скобок использовал двоеточия или двоеточие в начале и точку в конце выражения, например: {\displaystyle {\sqrt {}}:ad-a^{2}:} вместо современного {\displaystyle {\sqrt {ad-a^{2}}}.} Предлагались также различные ограничительные конструкции из точек или запятых, неудобные уже потому, что эти символы широко использовались в иных целях. В общее употребление скобки ввели Лейбниц (примерно с 1708 года) и Эйлер.
{\displaystyle {\boldsymbol {\pm }}}
Знак плюс-минус появился у Жирара (1626) и Отреда. Жирар сформировал этот символ следующим образом: знак плюс, под ним слово «или» (фр. ou), а ещё ниже — минус: {\displaystyle {\boldsymbol {{\underset {-}{\overset {+}{\operatorname {\scriptscriptstyle ou} }}}\ \ }}.} Ньютон предложил собственный символ: {\displaystyle \perp } («половина плюса»), не получивший распространения.
{\displaystyle {\boldsymbol {a^{n}}}\ {\boldsymbol {a^{x}}}}
Возведение в степень. В Европе сначала степень записывали словесными сокращениями (q или Q обозначало квадрат, c или C — куб, bq или qq — биквадрат, то есть 4-я степень и т. д.) или как произведение — например, {\displaystyle x^{4}} изображалось как {\displaystyle xxxx.} Отред записывал {\displaystyle x^{5}-15x^{4}} следующим образом: {\displaystyle 1qc-15qq} (если неизвестная всего одна, ей часто не присваивался буквенный значок). Немецкая школа коссистов для каждой степени неизвестной предлагала особый готический значок.
В XVII веке постепенно стала преобладать идея явно указывать показатель степени. Жирар (1629 год) для возведения в степень числа ставил показатель в круглых скобках перед этим числом, а если числа правее показателя не было, то это значило, что подразумевается наличие неизвестного в указанной степени; например, {\displaystyle (2)2+1(2)} у него означало {\displaystyle 2^{2}+x^{2}}. Варианты размещения показателя степени предлагали Пьер Эригон и шотландский математик Джеймс Юм, они записывали {\displaystyle x^{4}} в виде {\displaystyle x4} и {\displaystyle x^{IV}} соответственно.
Современная запись показателя степени — правее и выше основания — введена Декартом в его «Геометрии» (1637), правда, только для натуральных степеней, больших 2 (возведение в квадрат ещё долгое время обозначалось по-старому, произведением). Позднее Валлис и Ньютон (1676) распространили декартову форму записи степени на отрицательные и дробные показатели, трактовка которых к этому времени уже была известна из трудов Орема, Шюке, Стевина, Жирара и самого Валлиса. К началу XVIII столетия альтернативы для записи степеней «по Декарту», как выразился Ньютон в «Универсальной арифметике», «вышли из моды» (out of fashion). Показательная функция, то есть возведение в переменную степень, появилась сначала в письмах, а потом и в трудах Лейбница (1679). Возведение в мнимую степень обосновал Эйлер (1743).
{\displaystyle {\boldsymbol {\sqrt {x}}}}
Средневековые математики (например, Пачоли и Кардано) обозначали квадратный корень символом {\displaystyle R} или стилизованной комбинацией {\displaystyle R_{x}} (от лат. Radix, корень).
Некоторую путаницу вносило то, что в XVI веке сокращения {\displaystyle R} и {\displaystyle R_{x}} часто обозначали не только квадратный корень, но и корень уравнения, то есть искомое значение неизвестной; тем не менее эти обозначения были в употреблении у некоторых итальянских и испанских математиков до конца XVII века.
Современное обозначение знака корня впервые употребил в 1525 году немецкий математик Кристоф Рудольф из школы коссистов. Происходит этот символ от стилизованной первой буквы того же слова radix. Черта над подкоренным выражением (vinculum) вначале отсутствовала; её позже ввёл Декарт (1637) для иной цели (вместо скобок), и эта черта вскоре слилась со знаком корня.
{\displaystyle {\boldsymbol {\sqrt[{3}]{x}}}}
Кубический корень в XVI веке мог обозначаться следующим образом: Rx.u.cu (от лат. Radix universalis cubica), были и другие варианты. С появлением современного знака радикала корни степени выше второй некоторое время обозначалась замысловатыми зигзагами, состоящими из «склеенных» соответствующее число раз знаков радикала, или пометкой после радикала — например, {\displaystyle {\sqrt[{3}]{x}}} мог обозначаться {\displaystyle {\sqrt {Cx}}}, где буква С означала «кубический», или {\displaystyle {\sqrt {3:x}}.} Современное обозначение корня произвольной степени с показателем слева вверху начал использовать Альбер Жирар (1629). Закрепился этот формат благодаря Ньютону и Лейбницу.
{\displaystyle {\boldsymbol {\Sigma }}}
Знак суммы ввёл Эйлер в 1755 году.
{\displaystyle {\boldsymbol {\Pi }}}
Знак произведения ввёл Гаусс в 1812 году в работе о гипергеометрическом ряде.
{\displaystyle |x|}
Обозначение для абсолютной величины и для модуля комплексного числа появились у Вейерштрасса в 1841 году. В 1903 году Лоренц использовал эту же символику для длины вектора.

#### Отношения
{\displaystyle {\boldsymbol {=}}}
В качестве знака равенства математики предлагали самые разные обозначения: подстрочное тире, пробел, слово est, сокращения слова «равно» (aequantur, faciunt) и т. п. Современный символ предложил Роберт Рекорд в 1557 году; начертание символа было намного длиннее нынешнего. Автор пояснил, что нет в мире ничего более равного, чем два параллельных отрезка одинаковой длины. Первоначально размер символа Рекорда был переменным — знак могли удлинять, чтобы записанный после него результат попал в нужную колонку на листе с расчётом.
Некоторое время распространению символа Рекорда мешало то обстоятельство, что с античных времён такой же символ использовался для обозначения параллельности прямых; в конце концов было решено символ параллельности сделать вертикальным. В Англии в 1630-е годы символ Рекорда приняли почти все крупные математики, от Хэрриота до Ньютона, но Виет и Жирар этот же символ использовали вместо минуса, а Декарт — как признак, что переменная может иметь любой знак. Декарт предложил для равенства другой символ, напоминающий появившийся в тот же период символ бесконечности Валлиса: {\displaystyle \infty .} Довольно экзотический знак равенства из трёх символов: {\displaystyle 2|2} отстаивал Эригон (1644); он же предложил ещё один вариант знака: {\displaystyle {\mathcal {t}}}. Всё это отдалило унификацию столь важного символа; тем не менее во второй половине XVII века символ Рекорда начал вытеснять конкурентов и в континентальной Европе (решающее значение получила поддержка Лейбница и братьев Бернулли) и окончательно утвердился в течение XVIII века.
Многие языки программирования используют знак равенства в качестве символа оператора присваивания.
{\displaystyle \approx }
Знак «приблизительно равно» придумал немецкий математик Зигмунд Гюнтер в 1882 году. Похожий по смыслу и по начертанию символ {\displaystyle \cong ,} состоящий из знака равенства и тильды над ним, использовал ранее (1777) И. Хезелер.
{\displaystyle \neq }
Знак «не равно» впервые встречается, вероятно, у Эйлера; во всяком случае, он это обозначение активно использовал.
{\displaystyle \equiv }
Автор знака «тождественно равно» — Бернхард Риман (1857). Этот же символ, по предложению Гаусса, используется в теории чисел как знак сравнения по модулю, а в логике — как знак операции эквивалентности.
{\displaystyle <\ \ >}
Знаки сравнения ввёл Томас Хэрриот в своём сочинении, изданном посмертно в 1631 году. До него писали словами: больше, меньше.
{\displaystyle \leqslant \ \ \geqslant }
Символы нестрогого сравнения первым предложил Валлис в 1670 году. Первоначально черта была выше знака сравнения, а не под ним, как сейчас. Общее распространение эти символы получили после поддержки французского физика Пьера Бугера (1734), у которого они приобрели современный вид.
{\displaystyle A:B=C:D}
Обозначений для пропорции предлагалось множество — Декарт использовал запись {\displaystyle a|b||c|d,} Отред писал {\displaystyle A.B::C.D} и др. В конечном счёте победу одержала современная символика, предложенная Лейбницем в 1708 году.
{\displaystyle \ll \;\gg }
Эти обозначения были введены Анри Пуанкаре и Эмилем Борелем (1901) и использовались для указания, что один ряд мажорируется другим. Иногда они используются в этом узком смысле и сейчас, но чаще означают «много меньше» и «много больше».

### Геометрия
{\displaystyle \angle \ \ \perp }
Символы «угол» и «перпендикулярно» придумал в 1634 году французский математик Пьер Эригон. Символ угла у Эригона напоминал значок {\displaystyle <}; современную форму, во избежание путаницы с ранее введенным знаком «меньше», ему придали английские математики Сет Уорд (1654) и Уильям Отред (1657). Прямой угол нередко обозначался буквой d (от фр. droit ‘прямой’).
{\displaystyle \|}
Символ параллельности известен с античных времён, его использовали Герон и Папп Александрийский. Сначала этот символ выглядел как нынешний знак равенства, но с появлением последнего — во избежание путаницы — Отред (1677), Керси (1673) и другие математики XVII века придали образующим символ линиям вертикальное направление.
{\displaystyle 30^{\circ }40'50''}
Современные обозначения угловых единиц (градусы, минуты, секунды) встречаются ещё в «Альмагесте» Птолемея, однако в средневековой Европе вместо них писали словами: gradus, minutes, secundae (полностью или сокращённо). Вновь символ градуса использовал в 1568 году французский математик и поэт Жак Пелетье; в следующем десятилетии Эразм Рейнгольд, Тихо Браге и Хуан Карамуэль уже используют все три угловых обозначения, после чего эти знаки быстро вошли в общее употребление.
Радианную меру углов, более удобную для анализа, предложил в 1714 году английский математик Роджер Котс. Сам термин радиан придумал в 1873 году Джеймс Томсон, брат известного физика лорда Кельвина. Некоторые авторы предлагали помечать радианные значения буквами {\displaystyle \rho } или надстрочной {\displaystyle R,} но эти предложения не нашли поддержки, хотя в трудах по геодезии буква {\displaystyle \rho } иногда используется. Также на логарифмических линейках встречаются значки {\displaystyle \rho ^{\circ },\rho ',\rho ''}, обозначающие величину радиана в градусах, минутах и секундах соответственно.
{\displaystyle {\widehat {ab}},{\widehat {abc}}}
Общепринятые ныне обозначения дуг окружности или иной кривой впервые в Европе использовал в своём «Трактате о геометрии» еврейский математик XII века Авраам бар-Хия (Савасорда); этот труд сразу перевёл на латинский Платон из Тиволи.
{\displaystyle \pi }
Джон Валлис использовал для отношения длины окружности к диаметру символ квадрата {\displaystyle \Box } (намекая на квадратуру круга) или еврейскую букву מ («мем»), тоже похожую на квадрат. Уильям Отред и Исаак Барроу обозначали это число следующим образом: {\displaystyle \pi /\delta }: здесь {\displaystyle \pi } обозначает первую букву греческого слова περιφέρεια, ‘окружность’, {\displaystyle \delta } — аналогично для диаметра, так что вся запись есть сокращение для «отношения длины окружности к диаметру».
Общепринятое обозначение {\displaystyle \pi } впервые образовал Уильям Джонс в своём трактате «Synopsis Palmariorum Matheseos» (1706 год), он также имел в виду первую букву греческого названия окружности. Это же сокращение позднее решил использовать Эйлер (в ранних трудах он колебался между буквами c и p). Труды Эйлера в 1740-е годы закрепили обозначение окончательно.
{\displaystyle \sim \ \cong }
Символы для обозначения подобия или конгруэнтности геометрических фигур предложил Лейбниц в начале XVIII века. У символа конгруэнтности Лейбница, в отличие от современного, была только одна прямая чёрточка под тильдой; современная форма появилась позже сразу у нескольких математиков.
{\displaystyle \phi }
Обозначение {\displaystyle \phi } для отношения золотого сечения (используют также начертание {\displaystyle \varphi }) предложил американский математик Марк Барр (около 1909). Обозначение восходит к первой букве имени древнегреческого скульптора Фидия (др.-греч. Φειδίας), который, по утверждениям некоторых историков архитектуры, систематически использовал золотое сечение в своих творениях (эти утверждения в настоящее время поставлены под сомнение). В профессиональной математической литературе данное отношение часто обозначают {\displaystyle \tau } (от греч. τομή ‘сечение’).

### Теория чисел
{\displaystyle a\equiv b{\pmod {m}}}
Символику сравнения по модулю разработал Гаусс, опубликована в 1801 году в его «Арифметических исследованиях». Педантичный Гаусс ставил после кода «mod» точку, поскольку это сокращение от лат. modulo, но его последователи сочли точку излишней.
{\displaystyle a\mid b}
Вертикальную черту как символ отношения «{\displaystyle a} делит {\displaystyle b}» (или, что то же, «{\displaystyle b} делится на {\displaystyle a}») впервые предложил Эдмунд Ландау в книге «Элементарная теория чисел» (1927); ранее этот символ иногда использовал Годфри Харолд Харди в неопубликованных материалах своего семинара.
{\displaystyle \varphi (n)}
Функция Эйлера, играющая важнейшую роль в теории чисел и общей алгебре, появилась у Эйлера в 1760 году, он тогда обозначил её {\displaystyle \pi D,} современное обозначение предложил Гаусс (1801).
{\displaystyle n!\ }
Компактное обозначение для факториала предложил Кристиан Крамп (1808); ранее Эйлер пользовался символом {\displaystyle [n],} а у Гаусса, Якоби и других встречались обозначения {\displaystyle \Pi (n)} и {\displaystyle \Pi _{n}}. Во второй половине XIX века было широко распространено обозначение {\displaystyle |\!{\underline {\,n}}}.
{\displaystyle [x]}
Символ «целая часть» ввёл Гаусс в 1808 году. Некоторые математики предпочитают использовать вместо него обозначение E(x), предложенное в 1798 году Лежандром.
{\displaystyle \lfloor x\rfloor ,\;\lceil x\rceil }
Две пары символов-уголков, означающие округление вещественного числа до целого в меньшую или бо́льшую сторону соответственно, ввёл Кеннет Айверсон в 1962 году.
{\displaystyle \left({\frac {a}{p}}\right)}
Лежандр ввёл для простого числа {\displaystyle p} символ, получивший его имя, в своей монографии по теории чисел (1791). Аналогичный по начертанию, но определённый для любого нечётного числа символ опубликовал Якоби (1837).

### Функции
{\displaystyle f(x)}
Первые общие обозначения функций использовал Иоганн Бернулли в 1718 году. Долгое время математики задавали аргументы без скобок: {\displaystyle fx}, скобки использовались только в случае многих аргументов, а также если аргумент представлял собой сложное выражение. Отголоском тех времён являются употребительные и сейчас записи {\displaystyle \sin x,\lg x} и др. Но постепенно (у Эйлера — с 1734 года, у Даламбера — с 1754-го) использование скобок стало общим правилом  .

#### Элементарные функции
{\displaystyle \log _{a}b,\;\lg ,\;\ln }
Сокращения {\displaystyle \log ,\operatorname {Log} ,\operatorname {L} } появились ещё в XVII веке, однако до конца XIX века общепринятого обозначения логарифма не было — основание ɑ указывалось то левее и выше символа {\displaystyle \log }, то над ним. В конечном счёте математики пришли к выводу, что наиболее удобное место для основания — ниже строки, после символа {\displaystyle \log }. Символ {\displaystyle \ln } для натурального логарифма впервые появляется у Ирвинга Стрингхема (1893).
{\displaystyle \sin ,\operatorname {tg} \ (\tan ),\sec }
Первым сокращённые обозначения для синуса, тангенса и секанса предложил Томас Финке (1583), который писал: sin., tan., sec.; обозначения этих же функций без точки ввёл Уильям Отред (1632); впрочем, многие авторы вплоть до середины XIX века продолжали ставить точку при обозначениях тригонометрических функций. Леонард Эйлер в 1748 году использует написание с точкой (sin., tang., sec.), а в 1753 году от точки отказывается (причём наряду с tang у него появляется и обозначение tg, используемое в русскоязычной литературе).
{\displaystyle \cos ,\operatorname {ctg} \ (\cot ),\operatorname {cosec} \ (\csc )}
Финке обозначал косинус, котангенс и косеканс через sin.com., tan.com., sec.com (где com — сокращение для лат. complement ‘дополнение’). Среди многочисленных обозначений, предлагавшихся позднее различными авторами, находим у Джонаса Мура (1674) Cos и Cot., а у Сэмюэла Джейка в его изданном в 1696 трактате — cos., cot., cosec. Написание cos (без точки) встречается у Эйлера в 1729 году (систематически — с 1753 года); Авраам Кестнер (1758) последовательно применяет обозначения cos, cot, cosec. Согласно Ф. Кэджори, используемое в современной западной литературе обозначение csc для косеканса появляется в «Трактате по тригонометрии» Оливера, Уэйта и Джонса (1881), а закрепившееся в русскоязычной литературе обозначение ctg для котангенса впервые встречается у Артура Шёнфлиса (1886).
{\displaystyle \arcsin }
Манера обозначать обратные тригонометрические функции с помощью приставки arc- (от лат. arcus ‘дуга’) появилась у австрийского математика Карла Шерфера (нем. Karl Scherffer; 1716—1783) и закрепилась благодаря Лагранжу. Имелось в виду, что, например, обычный синус позволяет по дуге окружности найти стягивающую её хорду, а обратная функция решает противоположную задачу. Английская и немецкая математические школы до конца XIX века предлагали иные обозначения: {\displaystyle \sin ^{-1},{\frac {1}{\sin }}}, но они не прижились.
{\displaystyle \operatorname {sh} \ (\sinh ),\operatorname {ch} \ (\cosh )}
Гиперболический синус и косинус были введены в употребление Винченцо Риккати (1757), обозначавшим их Sh и Ch. Современный вариант записи (sh и ch), а также th для гиперболического тангенса мы находим у Уильяма Клиффорда (1878). Распространённые в англоязычных странах обозначения sinh и cosh восходят к Иоганну Ламберту (1768). Среди других предлагавшихся обозначений были также sinhyp и coshyp (которые использованы, например, в энциклопедии Брокгауза и Ефрона); ныне эти два обозначения вышли из употребления.
{\displaystyle \operatorname {sgn} (x)}
Полезную во многих случаях функцию sgn(x) (от лат. signum ‘знак’) начал использовать в своих лекциях Кронекер (1884), но с другим обозначением: [x]. Современный символ sgn ввёл Пеано (1908).

#### Специальные функции
{\displaystyle \Gamma (a),\operatorname {\mathrm {B} } (a,b)}
Современные обозначения {\displaystyle \Gamma (a)} и {\displaystyle \operatorname {\mathrm {B} } (a,b)} для введённых Эйлером (соответственно, в 1729 и 1730 году) эйлеровых интегралов 2-го и 1-го рода предложены: Адриеном Мари Лежандром (1811) для интеграла 2-го рода и Жаком Филиппом Мари Бине (1839) для интеграла 1-го рода. После этого получили широкое распространение термины «Гамма-функция» и «Бета-функция».
{\displaystyle \mathrm {li} ,\mathrm {Si} ,\mathrm {Ci} ,\mathrm {Ei} }
Автором обозначения li для интегрального логарифма является Иоганн фон Зольднер (1809). В 1843 году Карл Антон Бретшнайдер ввёл si и ci для интегрального синуса и интегрального косинуса. Оскар Шлёмильх (1846) видоизменил данные обозначения в Si и Ci, а также ввёл обозначение Ei для интегральной показательной функции.
{\displaystyle \operatorname {\zeta } (s)}
Обозначение {\displaystyle \operatorname {\zeta } (s)} для дзета-функции Римана (изучавшейся ещё Эйлером, а позднее П. Л. Чебышёвым), которая играет важнейшую роль в теории чисел, предложил Бернхард Риман в 1857 году.
{\displaystyle F(\varphi ,k),\;\,E(\varphi ,k),\;\,\Pi (\varphi ,n,k)}
Обозначения {\displaystyle F(\varphi ,k),} {\displaystyle E(\varphi ,k),} {\displaystyle \Pi (\varphi ,n,k)} для эллиптических интегралов 1-го, 2-го и 3-го рода (неполных) в нормальной форме Лежандра введены, по существу, самим Лежандром (1825); единственное отличие его нотации от современной — в том, что модуль эллиптического интеграла он обозначал через {\displaystyle c} (современное обозначение {\displaystyle k} впервые применил Карл Якоби в 1829 году), а переменную {\displaystyle \varphi } в списке аргументов ставил на последнее место.
{\displaystyle \operatorname {am} u}
Понятие об амплитуде эллиптического интеграла как о функции, обратной для эллиптического интеграла 1-го рода, и обозначение {\displaystyle \varphi =\operatorname {am} u} для неё ввёл Карл Якоби (1829).
{\displaystyle \operatorname {sn} u,\;\operatorname {cn} u,\;\operatorname {dn} u}
Основные эллиптические функции Якоби — синус амплитуды sn, косинус амплитуды cn и дельта амплитуды dn — ввёл Якоби (1829), обозначавший их как sin am u, cos am u и Δ am u (буква Δ заменяет выражение {\displaystyle {\sqrt {1-k^{2}\sin ^{2}\varphi }},} что предложил ещё Лежандр в 1825 году). Более компактные обозначения sn, cn и dn введены Кристофом Гудерманом (1838). В 1882 году Джеймс Глейшер ввёл обозначения ещё для девяти эллиптических функций: ns, nc, nd, cs, ds, dc, sc, sd и cd.
{\displaystyle \vartheta _{0}(v),\;\dots ,\;\vartheta _{3}(v)}
Для эффективного вычисления эллиптических функций Якоби предложил выражать их как отношения тета-функций, для которых он получил представления в виде быстро сходящихся функциональных рядов. Якоби первоначально обозначал тета-функции {\displaystyle \operatorname {\Theta } (v),} {\displaystyle \operatorname {\mathrm {H} } (v),} {\displaystyle \operatorname {\mathrm {H} _{1}} (v),} {\displaystyle \operatorname {\Theta _{1}} (v);} в 1862 году Карл Вейерштрасс, модифицировавший определения Якоби, ввёл современные обозначения {\displaystyle \vartheta _{0}(v),\;\dots ,\;\vartheta _{3}(v)}.
{\displaystyle \wp (z),\;\operatorname {\zeta } (z),\;\operatorname {\sigma } (z)}
Эллиптическую функцию Вейерштрасса {\displaystyle \wp (z)} (читается: «пэ-функция»; здесь {\displaystyle \wp } — знак Вейерштрасса, представляющий собой стилизованную букву P) и тесно связанные с ней дзета-функцию Вейерштрасса {\displaystyle \operatorname {\zeta } (z)} и сигма-функцию Вейерштрасса {\displaystyle \operatorname {\sigma } (z)} ввёл (вместе с соответствующими обозначениями) Карл Вейерштрасс, который положил их в основу своей общей теории эллиптических функций, излагавшейся им с 1862 года на лекциях в Берлинском университете.
{\displaystyle J_{\nu }(x),\;Y_{\nu }(x),\;H_{\nu }^{(1)}(x),\;H_{\nu }^{(2)}(x)}
Ставшее ныне общепринятым обозначение {\displaystyle J_{\nu }(x)} для функций Бесселя 1-го рода впервые встречается у Айзека Тодхантера (1875). Обозначение {\displaystyle Y_{\nu }(x)} для функций Бесселя 2-го рода (функций Вебера) ввёл Герман Ганкель (1869), а обозначения {\displaystyle H_{\nu }^{(1)}(x)} и {\displaystyle H_{\nu }^{(2)}(x)} для функций Бесселя 3-го рода (функций Ганкеля) принадлежат Нильсу Нильсену (1902).
{\displaystyle I_{\nu }(x),\;K_{\nu }(x)}
Обозначение {\displaystyle I_{\nu }(x)} для модифицированных функций Бесселя 1-го рода предложил Альфред Бассет (1886), а для модифицированных функций Бесселя 2-го рода (функций Макдональда) сохраняется обозначение {\displaystyle K_{\nu }(x),} под которым их в 1899 году ввёл Гектор Макдональд.
{\displaystyle \operatorname {Ai} (x),\;\operatorname {Bi} (x)}
Обозначение Ai для функции Эйри 1-го рода предложил в 1828 году Гарольд Джеффрис; он использовал первые две буквы фамилии Джорджа Эйри (англ. George Airy), который в 1838 году впервые исследовал уравнение Эйри. В 1946 году Джеффри Миллер добавил обозначение Bi для функции Эйри 2-го рода, также ставшее стандартным.
{\displaystyle B_{i,m}(x)}
Обозначение {\displaystyle B_{i,m}(x)} читается как «B-сплайн степени m с номером i» (предполагается, что этот сплайн построен по узлам Xi, …, Xi+m+1 некоторой сетки). Общее определение B-сплайнов для сетки с произвольно распределёнными узлами дано Хаскеллом Карри и Исааком Шёнбергом (1947), которые в своей статье назвали их «базисными сплайнами» и использовали букву N вместо B. Сам термин «B-сплайн» введён Шёнбергом в 1967 году, после чего изменилось и обозначение.
{\displaystyle \operatorname {up} (x)}
Функция up (читается «ап-функция»), которая стала исторически первым и важнейшим примером атомарных функций (представляющих собой бесконечно дифференцируемые аналоги полиномиальных сплайнов), введена с данным обозначением в 1971 году в статье В. Л. Рвачёва и В. А. Рвачёва.
{\displaystyle \delta (x)}
Дельта-функция Дирака δ(x), ставшая первым примером обобщённой функции, введена Полем Дираком в его статьях 1927 года. Впрочем, ясное представление об этой функции и её основных свойствах имел уже Хевисайд (1893), у которого она появилась как производная от единичной функции Хевисайда, но специального обозначения не получила.

### Линейная алгебра
{\displaystyle {\bar {a}},{\vec {a}},\mathbf {a} ,{\mathfrak {A}},{\mathfrak {a}}}
Понятие вектора ввёл в науку в 1847 году Уильям Роуэн Гамильтон в рамках своей теории кватернионов (назвав вектором кватернион с нулевой скалярной частью); он обозначал векторы греческими буквами, а скаляры — латинскими. Впрочем, ещё в 1803 году Лазар Карно пользовался понятием геометрического количества, понимая под ним в основном направленные отрезки и обозначая отрезок с началом в точке A и концом в точке B при помощи чёрточки наверху: AB; Август Фердинанд Мёбиус в 1827 году предложил представлять такой отрезок в виде разности B−A. Джеймс Клерк Максвелл предпочитал обозначать векторы готическими буквами, основоположники векторного анализа Оливер Хевисайд и Джозайя Уиллард Гиббс — жирным шрифтом. Почти все эти виды символики встречаются до сих пор, особенно часто используются жирный шрифт, чёрточка или стрелка над буквой.
{\displaystyle (\mathbf {a} ,\mathbf {b} )\ \left[\mathbf {a} ,\mathbf {b} \right]}
Понятия и обозначения операций над векторами формировались в XIX веке многими математиками, и унификация обозначений до сих пор не достигнута. Грассман записывал векторное произведение в виде {\displaystyle \left[\mathbf {a} \mathbf {b} \right]} (1844), а скалярное произведение обозначал {\displaystyle \mathbf {a} \times \mathbf {b} } (1846) или {\displaystyle \left[\mathbf {a} |\mathbf {b} \right]} (1862); последний вариант неожиданно возродился в XX веке в виде бра-кет символики, введённой Дираком (1939) и используемой в квантовой механике. Хевисайд предпочитал для скалярного произведения простейшую запись в виде {\displaystyle \mathbf {a} \mathbf {b} ,} в то время как Гиббс между операндами скалярного произведения добавлял нижнюю точку, а векторное записывал как {\displaystyle \mathbf {a} \times \mathbf {b} .} У Хендрика Лоренца скалярное и векторное произведения выглядели так: {\displaystyle \mathbf {a} .\mathbf {b} } и {\displaystyle \left[\mathbf {a} .\mathbf {b} \right].} Запись {\displaystyle (\mathbf {a} ,\mathbf {b} )} впервые встречается у Олауса Хенрици (1903). Обозначения современных авторов чаще всего варьируют приведённые варианты.
{\displaystyle \left\|{\bar {a}}\right\|}
Обозначение {\displaystyle \left\|{\bar {a}}\right\|} для нормы вектора {\displaystyle {\bar {a}}} впервые появилось у Эрхарда Шмидта (1908) в частном случае нормы в пространстве {\displaystyle \ell _{2}}. Общее определение нормы в абстрактном векторном пространстве дал Стефан Банах в статье «Об операциях над абстрактными множествами…» (1922), где он также пользовался данным обозначением.
{\displaystyle {\begin{pmatrix}a&b\\c&d\end{pmatrix}}\ {\begin{Vmatrix}a&b\\c&d\end{Vmatrix}}\ {\begin{vmatrix}a&b\\c&d\end{vmatrix}}}
Окаймление матриц двумя вертикальными чёрточками ввёл Кэли около 1843 года; сейчас вместо них часто используются круглые или квадратные скобки. Определитель современные учебники заключают в одиночные чёрточки, также следуя Кэли. Круглые скобки для матриц первым, вероятно, употребил английский математик Каллис (Cuthbert Edmund Cullis) в 1913 году.
{\displaystyle \Gamma _{ij}^{k}} или {\displaystyle \{{\begin{smallmatrix}k\\ij\end{smallmatrix}}\}}
Символы Кристоффеля, лежащие в основе тензорного анализа и общей теории относительности, были введены Элвином Бруно Кристоффелем в статье 1869 года, где использовался формат записи {\displaystyle \{{\begin{smallmatrix}k\\ij\end{smallmatrix}}\}}; вариант {\displaystyle \Gamma _{ij}^{k}} предложил в 1923 году Джордж Биркгоф.
{\displaystyle \delta _{s_{1}\dots s_{n}}^{r_{1}\dots r_{n}}}
Символ Кронекера, играющий большую роль в тензорном исчислении, Кронекер определил для случае {\displaystyle n=1} в статье 1866 года; в 1924 году Френсис Мурнаган описал его обобщение до тензора произвольного ранга.

### Математический анализ
{\displaystyle (a,b)\ [a,b]}
Обозначение интервала вещественных чисел впервые употребил в 1909 году немецкий математик Герхард Ковалевский; если граничная точка включалась в интервал, то вместо круглых скобок использовались угловые. В 1921 году Ханс Хан заменил угловые скобки на квадратные, и эта символика укоренилась в науке.
{\displaystyle e}
Стандартное обозначение числа Эйлера e = 2,7182818… впервые отмечено у Эйлера в неопубликованной рукописи 1728 года, вторично оно встречается в его «Механике» (1736 год) и во многих последующих трудах. Позднее были другие предложения: буква c (Д’Аламбер, 1747), {\displaystyle \epsilon } (Август де Морган, 1842), а Бенджамин Пирс предложил для констант {\displaystyle e,\pi } замысловатые значки, по форме напоминающие скрепку (1859); эти варианты не получили распространения.
{\displaystyle \Delta x}
Обозначение приращения буквой {\displaystyle \Delta } впервые употребили Иоганн Бернулли (который, впрочем, не проводил чёткого различия между приращением и дифференциалом) и Эйлер (1755).
{\displaystyle o,O}
Символы бесконечно малых использовал шотландский математик Джеймс Грегори. У него обозначение «о малое» перенял Ньютон. Заглавный вариант символа в современном значении («о большое») появился во втором томе книги Пауля Бахмана «Аналитическая теория чисел» (1894). Оба символа популяризировал Эдмунд Ландау в работе 1909 года, в связи с чем их нередко называют «символы Ландау».
{\displaystyle dx\quad {\frac {dy}{dx}}\quad {\frac {d^{n}y}{dx^{n}}}}
Обозначения dx и dy для дифференциалов аргумента и функции введены Лейбницем в мемуаре «Новый метод максимумов и минимумов…» (1684), после чего естественным образом появилось и обозначение производной в виде отношения дифференциалов. В мемуаре «Ответ господину Бернарду Ньивентейту…» (1695) Лейбниц рассматривает и дифференциалы высших порядков, вводя для них вполне современные обозначения.
{\displaystyle {\dot {x}}}
Традиция обозначать производную по времени точкой над буквой идёт от Ньютона (1691).
{\displaystyle f'(x)}
Краткое обозначение производной штрихом восходит к Лагранжу, у которого базовым понятием анализа, в отличие от Лейбница, стал не дифференциал, а производная.
{\displaystyle {\frac {\partial }{\partial x}}}
До середины XVIII века запись символа частной производной ничем не выделялась. Эйлер в 1755 году предложил заключать частные производные в скобки; этот символизм имел некоторое распространение. Современное обозначение впервые встретилось в статьях Кондорсе (1770) и Лежандра (1786), однако не закрепилось даже у этих авторов. Лагранж пробовал различные варианты — например, индексировать производные: {\displaystyle F'_{1}} или указывать в скобках, по какой переменной идёт дифференцирование: {\displaystyle F'(y),} но эта символика была явно неудачной. В нескольких статьях Уильяма Гамильтона встречается близкий к современному символ {\displaystyle {\frac {\delta f}{\delta x}}}. Общеупотребительной современную запись сделал Карл Якоби (1841).
{\displaystyle \int \ \iint \ \iiint }
В ранних заметках Лейбниц использовал в качестве символа интеграла обозначение omn. (от лат. de omnium, 'всего' — это сокращение было введено Кавальери для вычисления площадей «методом неделимых»). Современное обозначение интеграла, образованное Лейбницем от стилизованной начальной буквы слова «Сумма» (лат. Summa), впервые найдено в неопубликованной рукописи, датированной 29 октября 1675 года, а в печати оно появилось в мемуаре «О скрытой геометрии и анализе неделимых…» (1686); правда, типография для облегчения своей работы заменила в этой первой статье символ интеграла на букву {\displaystyle {\mathit {f}}}. Иоганн Бернулли в переписке с Лейбницем вначале предлагал в качестве символа интеграла букву {\displaystyle I,} но позже согласился принять знак Лейбница. В первых статьях Лейбниц часто надчёркивал выражения для интеграла и дифференциала, возможно, желая показать, что это целостные символы, но позднее отказался от этой практики.
Двойной интеграл по произвольной плоской области ввёл Эйлер (1769), тройной (по объёму) вскоре начал использовать Лагранж.
{\displaystyle \lim _{x\to a}f(x)\ \ \lim _{x\to a+0}f(x)\ \ \varlimsup _{n\to \infty }x_{n}}
Символ предела появился в 1787 году у Симона Люилье в следующем формате: {\displaystyle \operatorname {lim.} x:a;} это обозначение получило поддержку Коши (1821). Точка после lim вскоре исчезла.
Близкое к современному обозначение ввёл Вейерштрасс, хотя вместо привычной нам стрелки он использовал знак равенства: {\displaystyle \operatorname {Lim} _{x=a}}. Стрелка появилась в начале XX века сразу у нескольких математиков.
Обозначения для одностороннего предела первым предложил Дирихле (1837) в виде: {\displaystyle f(a+0),f(a-0).} Мориц Паш (1887) ввёл другие важные понятия — верхнего и нижнего предела, которые записывал в виде: {\displaystyle \lim \sup } и {\displaystyle \lim \inf } соответственно. За рубежом эта символика стала стандартной, а в отечественной литературе преобладают другие обозначения: {\displaystyle \varlimsup _{n\to \infty }x_{n},\ \varliminf _{n\to \infty }x_{n},} введенные Альфредом Прингсхаймом в 1898 году.
{\displaystyle \int \limits _{a}^{b}f(x)\,dx}
Оформление определённого интеграла в привычном нам виде придумал Фурье, который использовал его с 1816 года. До него пределы сначала указывались словесно; Эйлер в 1768 году записывал их после интеграла в квадратных скобках, в две строки (от/до).
{\displaystyle \oint }
Обозначение с кружком для криволинейного интеграла по замкнутому контуру предложил в 1923 году Крамерс.
{\displaystyle f*g}
Обозначение свёртки функций при помощи звёздочки впервые предложил Вито Вольтерра в 1912 году на своих лекциях в Сорбонне (опубликованы годом позже).
{\displaystyle \nabla }
Символ этого дифференциального оператора придумал Уильям Роуэн Гамильтон (1853), а название «набла» предложил в шутку один из друзей шотландского математика Тэйта, друга Гамильтона, заметив, что форма этого знака напоминает ассирийскую арфу с таким (древнегреческим) названием (1892). Используется также термин «оператор Гамильтона».
{\displaystyle \Delta }
Распространённый в математической физике символ оператора Лапласа («лапласиан») появился в 1833 году у английского физика и математика Роберта Мёрфи (Robert Murphy, 1806—1843). До него вместо {\displaystyle \Delta \Phi } иногда использовался предложенный Фурье символ {\displaystyle D\Phi .}
{\displaystyle \mathrm {grad} ,\mathrm {div} ,\mathrm {rot} }
Символика классических дифференциальных операторов векторного анализа формировалась постепенно на рубеже XIX—XX веков. Понятие градиента ввёл Уильям Гамильтон ещё в 1846 году, но название и общепринятое обозначение термина появилось около 1900 года в немецкой школе, возможно, благодаря Генриху Веберу. Понятия дивергенции и ротора введены Максвеллом в его работах по теории электромагнитного поля; термины и обозначения предложил Клиффорд (1878).
{\displaystyle \gamma \ C}
Постоянная Эйлера — Маскерони была введена в 1735 году Леонардом Эйлером. Эйлер обозначал её буквой {\displaystyle C}, а Маскерони — {\displaystyle A;} сейчас часто используется предложенное Бретшнайдером обозначение {\displaystyle \gamma ,} поскольку эта константа связана с гамма-функцией.

### Математическая логика и теория множеств
В математической логике предложено большое число символов логических операций, причём различные авторы часто пользовались для одной и той же операции различными обозначениями. Значительно бо́льшая степень унификации характерна для символики теории множеств.
{\displaystyle \land \ \&\ \lor }
Джордж Буль (1854) использовал для логических операций конъюнкции и дизъюнкции обычные знаки умножения и сложения. Близкие к современным обозначения {\displaystyle \land ,\ \lor } предложил Джузеппе Пеано (1895); они были по сравнению с ныне употребляемыми вариантами более «сглаженными», в виде дуг окружности. Современный символ дизъюнкции {\displaystyle \lor } впервые встречается в статье «Математическая логика, основанная на теории типов» Бертрана Рассела (1908), в то время как конъюнкция обозначена там точкой на линии строки (знак дизъюнкции образован от лат. vel ‘или’; позднее возникла традиция двойным знаком дизъюнкции обозначать операцию строгой дизъюнкции). Современный символ конъюнкции {\displaystyle \land } (перевёрнутый знак дизъюнкции) предложен Арендом Гейтингом (1930); распространённой альтернативой для него остаётся знак амперсанда &.
В языках программирования для конъюнкции, дизъюнкции и строгой дизъюнкции применяются обычно другие обозначения (например, в языке Ада используются зарезервированные слова and, or и xor, а в языках C и C++ — обозначения &, |, ^ для побитовых операций и &&, || для логических операций).
{\displaystyle \sim \ \lnot }
Логическое отрицание Джузеппе Пеано в 1897 году обозначил символом {\displaystyle \sim } (тильда), похожим на минус; сейчас стандартным является близкий к нему символ {\displaystyle \lnot }, предложенный Гейтингом в 1930 году. Используют для обозначения отрицания и горизонтальную черту над выражением, встречавшуюся ещё у Буля и Чарльза Пирса (1867). В языках программирования для отрицания применяют и другие обозначения (так, в языке Ада используется зарезервированное слово not, а в языках C и C++ — обозначения ~ для побитовой операции и ! для логического отрицания).
{\displaystyle \to \ \supset \ \equiv \ \leftrightarrow }
Первый логический символ, имеющий смысл «следовательно», предложил Иоганн Ран в 1659 году, он состоял из трёх точек: {\displaystyle {\dot {.\ .}}}. Отред (1677) изображал следствие двумя надстрочными точками. Перевёрнутый символ: {\displaystyle {\dot {}}\,.{\dot {\ \,}}} в XIX веке иногда заменял союз «потому что» в англоязычных странах.
Знак {\displaystyle \to } для обозначения импликации предложил Давид Гильберт (1922). Не менее распространён и знак ⊃, употреблявшийся в этом значении ещё Джузеппе Пеано (1898) и сменивший более раннее начертание ɔ данного знака (которое Пеано применял начиная с 1891 года). Для обозначения эквиваленции используют как символ тождества {\displaystyle \equiv } (так поступал Рассел в уже упоминавшейся работе 1908 года), так и знак {\displaystyle \leftrightarrow }, предложенный Альбрехтом Беккером (1933).
{\displaystyle \mid \ \downarrow }
Штрих Шеффера {\displaystyle \mid } для обозначения операции антиконъюнкции ввёл Генри Шеффер, обосновавший в своей статье «Набор пяти независимых постулатов…» (1913) возможность построения логики высказываний на основе единственной логической операции — антиконъюнкции. Результаты Шеффера, впрочем, предвосхитил Чарльз Пирс (1880), который в неопубликованной при его жизни работе «Булева алгебра с одной константой» фактически осуществил такое построение на основе другой операции — антидизъюнкции, для обозначения которой обычно используют знак {\displaystyle \downarrow } (стрелка Пирса).
{\displaystyle \forall \ \exists }
Первые символы для кванторов появились в 1879 году в книге Готлоба Фреге «Исчисление понятий»; обозначения Фреге основывались на громоздкой двумерной нотации и в дальнейшем широкого распространения не получили. Впоследствии были предложены более удачные обозначения; например, Оскар Митчелл в 1883 году и Чарльз Пирс в 1885 году использовали заглавные греческие буквы {\displaystyle \Pi } и {\displaystyle \Sigma } (сам термин «квантор» также предложил Пирс). Общепринятым для квантора существования стало обозначение {\displaystyle \exists } (Джузеппе Пеано, 1897), а для квантора общности — символ {\displaystyle \forall }, образованный Герхардом Генценом в 1935 году по аналогии с символом Пеано; эти символы представляют собой перевёрнутые первые буквы английских слов Exists ‘существует’ и All ‘все’.
{\displaystyle \vdash }
Знак выводимости (турникет) введён, по существу, Фреге (1879) в уже упоминавшейся книге «Исчисление понятий». В современном начертании встречается у Бертрана Рассела (1908).
{\displaystyle \lambda x.E}
Выражение {\displaystyle \lambda x.E} означает «функция, сопоставляющая каждому значению аргумента {\displaystyle x} соответствующее значение выражения {\displaystyle E}» (где {\displaystyle E} в общем случае зависит от {\displaystyle x}). Оператор λ-абстракции и основанное на его использовании λ-исчисление предложены Алонзо Чёрчем в конце 1920-х годов (первая публикация — его статья 1932 года, в которой Чёрч, правда, ещё писал {\displaystyle \lambda x[E]}; современный стандартный вид нотация приняла к 1941 году).
{\displaystyle \in \ \cap \ \cup \ \subset \ \supset }
На символику теории множеств большое влияние оказала тесно связанная с ней и уже хорошо разработанная к концу XIX века символика математической логики. Знак принадлежности {\displaystyle \in } (по происхождению — стилизованная буква ε в греч. εστι ‘быть’) был введён Джузеппе Пеано (1889) в работе «Основания арифметики, изложенные новым способом». Он же является автором символов пересечения и объединения множеств (1888). Теоретико-множественные символы «содержится» и «содержит» появились в 1890 году у Эрнста Шрёдера.
{\displaystyle \aleph \ \omega \ c}
В 1880-е годы Георг Кантор открыл иерархию бесконечных множеств и упорядочил их по мощности. Наименьшую из них — мощность натурального ряда — он обозначил первой буквой еврейского алфавита «алеф» с нулевым индексом: {\displaystyle \aleph _{0}.} Порядковое число натурального ряда Кантор обозначил буквой {\displaystyle \omega ,} последней буквой греческого алфавита. Мощность множества вещественных чисел принято обозначать буквой {\displaystyle c} (от слова continuum ‘непрерывность’).
{\displaystyle \varnothing \ \emptyset }
Знак {\displaystyle \varnothing } для обозначения пустого множества предложил в 1939 году Андре Вейль в ходе работы группы Бурбаки над подготовкой к изданию книги «Теория множеств. Сводка результатов» трактата «Элементы математики» (в качестве прототипа знака была использована буква норвежского алфавита с тем же начертанием). До 1939 года пустое множество иногда обозначалось символом нуля.
{\displaystyle f\colon X\rightarrow Y}
Обозначение {\displaystyle f\colon X\rightarrow Y} для отображения множества X в множество Y впервые появилось в 1940 году в лекциях Витольда Гуревича по относительным гомотопическим группам.
{\displaystyle \mathbb {N} ,\mathbb {Z} ,\mathbb {Q} ,\mathbb {R} ,\mathbb {C} }
В 1888 году Рихард Дедекинд в статье «Was ist und was sollen die Zahlen» впервые использовал символ {\displaystyle \mathbb {N} } для множества натуральных чисел и {\displaystyle \mathbb {R} } для множества вещественных чисел. Для целых и комплексных чисел Дедекинд предложил символы {\displaystyle \mathbb {K} ,\mathbb {J} } соответственно. Современное общепринятое обозначение {\displaystyle \mathbb {Z} } для множества целых чисел впервые употребил Эдмунд Ландау в 1930 году (у Ландау над символом Z была чёрточка: {\displaystyle \mathbb {\bar {Z}} }, впоследствии упразднённая). Бурбаки в монографии «Алгебраические структуры» (1942) поддержали символ {\displaystyle \mathbb {Z} } и предложили обозначение {\displaystyle \mathbb {Q} } для поля рациональных чисел. Символ {\displaystyle \mathbb {C} } для поля комплексных чисел появился в статье Натана Джекобсона (1939) и в 1950-е годы стал общепринятым.

### Другие обозначения
%
Символ процента появился в середине XVII века сразу в нескольких источниках, его происхождение неясно. Есть гипотеза, что он возник от ошибки наборщика, который сокращение cto (cento, сотая доля) набрал как 0/0. Более вероятно, что это скорописный коммерческий значок, возникший лет на 100 раньше.
{\displaystyle C_{n}^{k}\ {n \choose k}\ A_{n}^{k}}
Обозначение {\displaystyle C_{n}^{k}} для числа сочетаний (или, что то же самое, для биномиальных коэффициентов) появилось в 1880 году у английского математика Роберта Поттса (Robert Potts, 1805—1885), оно происходит от лат. combinatio — сочетание. При этом в обозначении Поттса верхний символ {\displaystyle k} располагался слева, а не справа от буквы C. В западной литературе распространён второй вариант обозначения: {\displaystyle {n \choose k},} предложенный Эйлером, но и он вначале отличался от современного: {\displaystyle n,k} у Эйлера были переставлены и разделены горизонтальной чертой, как у дроби. Принятые сейчас на Западе обозначения стандартизовал немецкий математик Андреас фон Эттингсгаузен в книге «Комбинаторный анализ» (1827 год), затем их поддержал Йозеф Людвиг Раабе (1851 год). Обозначение {\displaystyle A_{n}^{k}} для числа размещений предложил в 1904 году другой немецкий математик Ойген Нетто, по аналогии с числом сочетаний .
{\displaystyle \infty \ +\infty \ -\infty }
Символ бесконечности придумал Джон Валлис, опубликован в 1655 году. У Вейерштрасса появились (1876) и нашли широкое применение в анализе две модификации этого символа: плюс-бесконечность и минус-бесконечность.
{\displaystyle x_{n}}
Индексацию для нумерации однородных переменных в современном виде ввёл Ньютон (1717). Первое время, из-за типографских ограничений, индексы печатались не ниже строки, а на том же уровне. Двойные индексы (для элементов матриц) ввёл в общее пользование Якоби (1835).
{\displaystyle {\cancel {0}}\ {\cancel {\mathsf {O}}}}
В инженерной практике перечёркнутый кружок используется для обозначения диаметра (символ Unicode-8960). При работе с компьютером из-за опасности спутать цифру 0 с латинской или русской буквой О одно время действовала рекомендация (особо актуальная при записи программ на бланках кодирования) нуль перечёркивать: {\displaystyle {\cancel {0}}} (иногда поступали наоборот: при программировании на ЭВМ «Минск-32» перечёркивали букву О, а не нуль). Знакогенераторы многих текстовых терминалов, видеоадаптеров персональных компьютеров и матричных принтеров при работе в текстовом режиме также выводили нуль в перечёркнутом виде (некоторые принтеры имели встроенные переключатели для включения и отключения режима перечёркивания нуля). В современных компьютерных шрифтах буква О заметно шире нуля, так что перечёркивание обычно не требуется.